# 電撃黒マ王
『電撃黒王』（でんげきブラックまおう）は、アスキー・メディアワークス（旧メディアワークス）が2007年9月19日から2010年6月19日まで発行していた日本の青年漫画雑誌。『電撃王』（現『電撃マオウ』）の増刊。季刊、全12号。
は「魔」の略字（まだれに「マ」、「广+マ」）と丸や七角形の組み合わせの創作漢字であり、公式サイトにおいては当初「電撃黒「マ）王」と表記されていた。
Vol.12において『電撃王』本誌との合併が発表され、連載作品の移籍・再開が順次、実施された。

## 連載漫画
- 灼眼のシャナX Eternal song -遙かなる歌-（原作：高橋弥七郎、漫画：木谷椎、キャラクターデザイン：いとうのいぢ・木谷椎）(vol.1 - 9)
- もえたん（原作：ぱすてるインク応援団、漫画：De、キャラクター原案：POP）(vol.1 - 6)
- ふみょれぽ♡（漫画：鈴木玖）(vol.1 - 4)
- ファムファタル 〜運命の女〜（漫画：シギサワカヤ）(vol.1 - 12)
- たま日和（漫画：ひよひよ）(vol.1 - 12)（元々は読み切りだったが、連続して連載していた）
- 唐傘の才媛（漫画：緋鍵龍彦）(vol.2 - 12)
- 100縁ショップ鬼安堂（漫画：池田陽介）(vol.2 - 12)
- 倫敦キャットピープルズ（邑澤広士）(vol.3 - )
- 危機之介御免〜ギヤマンの書〜（原作：富沢義彦、原案：大友克洋、漫画：海童博行）(vol.3 - )

### 他誌に移籍した作品
- 半熟てんちょ!（漫画：あかざわRED）(vol.1 - 12)（『電撃王』に移籍）
- ななつさ（漫画：浅見百合子）(vol.1 - 12)（『電撃王』に移籍）
- 一撃殺虫!!ホイホイさん LEGACY（漫画：田中久仁彦）(vol.1 - 12)（『電撃王』に移籍）
- クィーンズブレイド ストラグル（原作：ホビージャパン、漫画：ASTROGUYII）(vol.2 - 12)（『電撃王』に移籍）
- 痕（原作：Leaf、漫画：月吉ヒロキ）(vol.3 - 12)（『電撃王』に移籍）
- ヘヴィーオブジェクト（原作：鎌池和馬、漫画：犬江しんすけ、キャラクターデザイン：凪良）(vol.10 - 12)（『電撃王』に移籍）
- 鏡野町のカグヤ（漫画：草凪とんぼ）（『電撃王』に移籍）
- やまんこ!（原作：雑破業、漫画：井冬良）（『電撃王』に移籍）
- ペルソナ3（原作：アトラス、漫画：曽我部修司）（『ペルソナ4』と入れ替わりに本誌に移籍したが、統合後は『ペルソナマガジン』に移籍）

## 読み切り
- われは剣王っ!!|われは剣王っ!! 外伝 -蜻蛉切-（原作：是空とおる、原案：芝村裕吏、漫画：天空すふぃあ）(Vol.1)
- 遠距離ワープ（漫画：まったくモー助）(Vol.1)
- 旧校舎もののけ事情（漫画：池田陽介）(Vol.1)
- その男、無職につき（漫画：中村カンコ）(Vol.1)
- なりきり暗子ちゃん（漫画：まっち）(Vol.1)
- 憑っつくもん!（タカムラマサヤ）(Vol.1)
- さざんかさっちゃんBLACK（漫画：林正之）(Vol.1)
- 宇宙の果てで愛ましょう（漫画：武田すん）(Vol.2)
- ニュースな人（漫画：中村カンコ）(Vol.2)
- 姫猫でござる（漫画：まっち）(Vol.2)
- 屋上読書同盟（原作：黒神遊夜、漫画：神崎かるな）(Vol.2)
- 1♡9スピンオフ ゆとりスパイラル（漫画：遠山えま）(Vol.3)
- 私の姉は中二病（漫画：井冬良）(Vol.3)
- ねこにまたたび（漫画：五條さやか）(Vol.3)
- 卒業（漫画：北河トウタ）(vol.3)